# Abigail

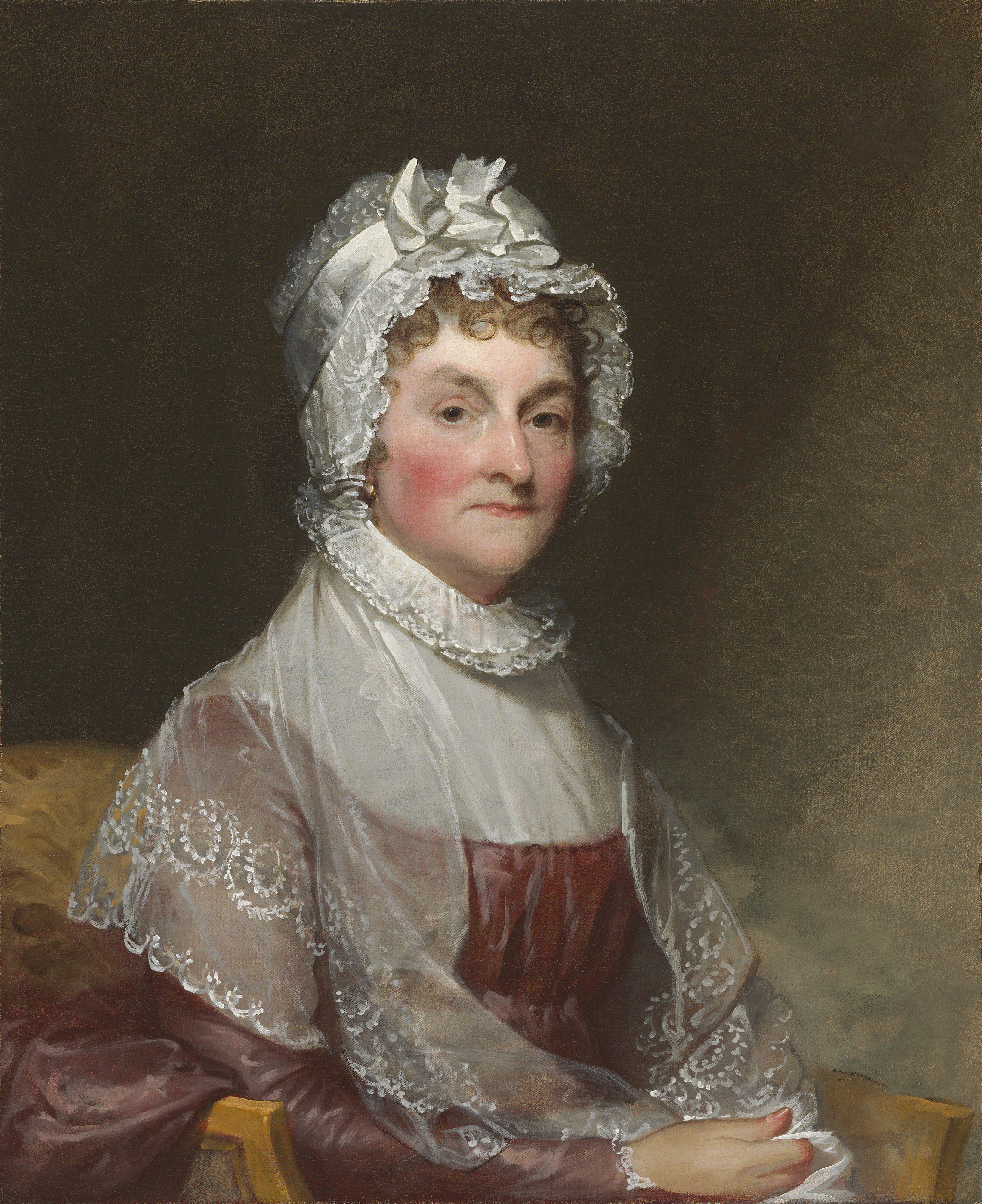
Abigail Adams. Porträtt målat av Gilbert Stuart, ca 1810–1815.

Abigail är ursprungligen ett hebreiskt kvinnonamn med betydelsen faderns glädje. Vanliga kortformer av namnet är Abby och Abbie. Flera personer med namnet Abigail förekommer i Gamla testamentet, bland annat en av Kung Davids fruar.
Abigail är även namnet på en krater på Venus.
Den 31 december 2017 fanns det 519 kvinnor folkbokförda i Sverige med namnet Abigail, varav 306 bar det som tilltalsnamn. Det fanns även 27 kvinnor folkbokförda i Sverige med namnet Abby (tilltalsnamn: 17 kvinnor) och 20 kvinnor men namnet Abbie (tilltalsnamn: 16 kvinnor).
Namnsdag i Sverige: saknas

Namnsdag i Finland (finlandssvenska namnlängden): saknas

## Personer med namnet Abigail
- Abigail (biblisk person), israelisk kvinna i Gamla testamentet
- Abigail Adams, amerikansk presidentfru, hustru till John Adams
- Abigail Breslin, amerikansk skådespelare
- Abigail "Abby" Elliott, amerikansk skådespelare och komiker
- Abigail Folger, amerikansk medborgarrättsaktivist
- Abigail Johnson, amerikansk affärskvinna
- Abigail Masham, engelsk hovdam
- Abigail Powers Fillmore, amerikansk presidentfru, hustru till Millard Fillmore
- Abigail Spencer, amerikansk skådespelare
- Abigail "Abby" Wambach, amerikanskt fotbollsproffs

## Fiktiva personer med namnet Abigail
- Dr. Abigail "Abby" Lockhart, karaktär i den amerikanska TV-serien Cityakuten
- En kvinna i Ruben Östlunds film Triangle of Sadness.